# Park Narodowy Kootenay

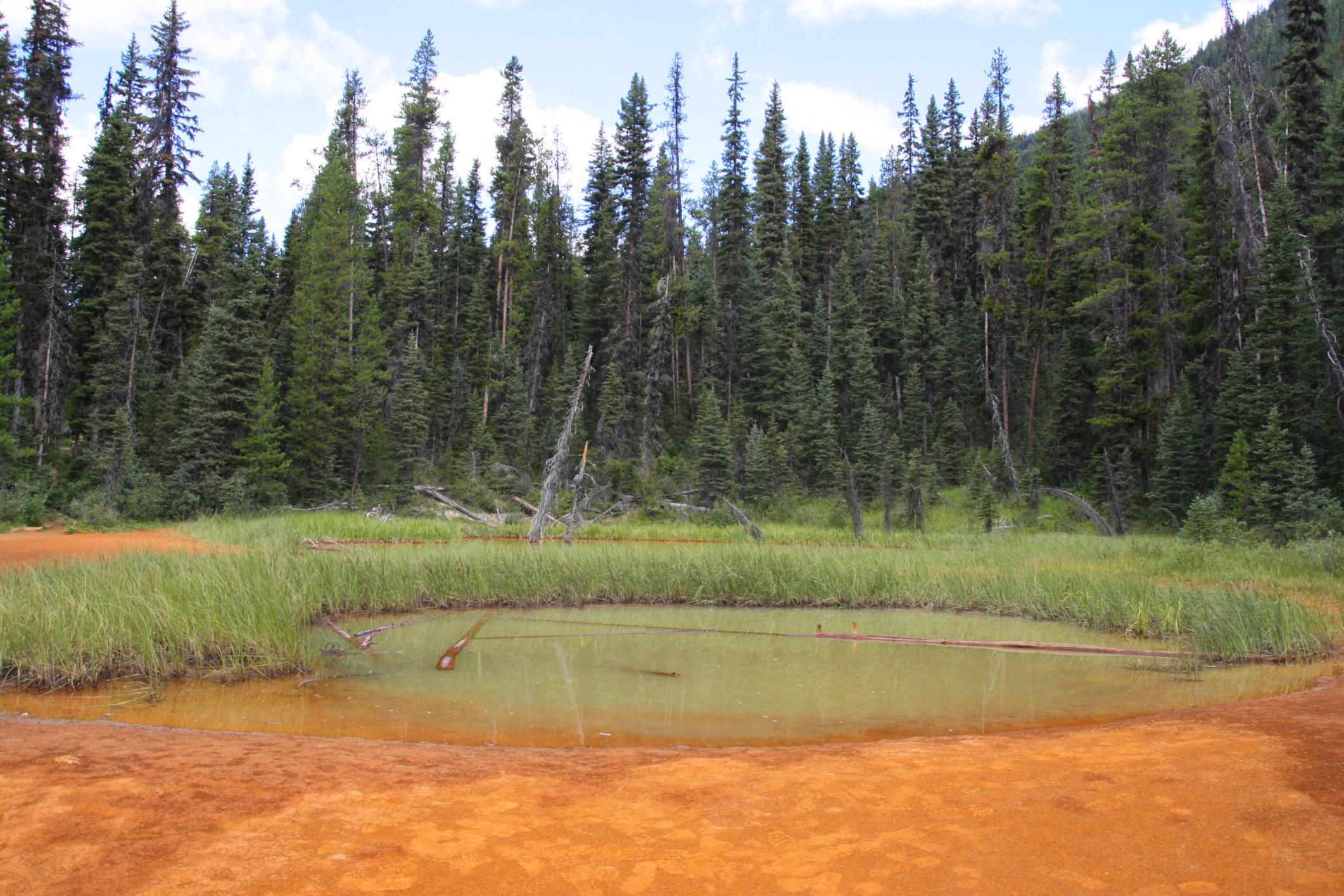
Paint Pots - źródełka wody bogatej w żelazo

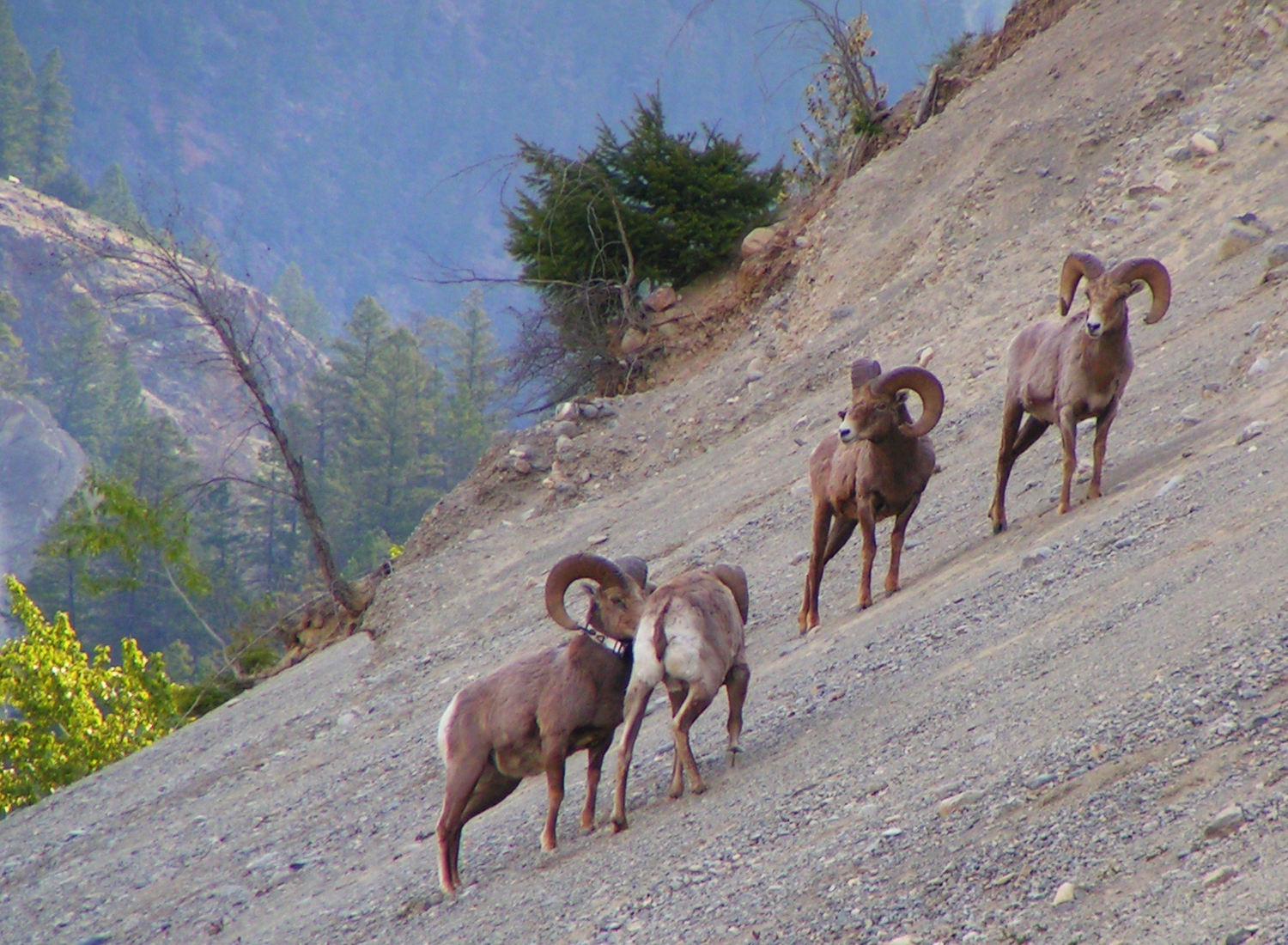
Owce górskie w Parku Narodowym Kootenay

Kootenay National Park (ang. Kootenay National Park, fr. Parc national Kootenay) – park narodowy położony w południowo-wschodniej części prowincji Kolumbia Brytyjska w Kanadzie. Został utworzony w 1920 na obszarze o powierzchni 1406 km². Różnica wysokości występująca na terenie parku jest znaczna. Najniżej położony punkt znajduje na wysokości 918 m n.p.m. (wejście do parku), natomiast najwyżej położony na wysokości 3424 m n.p.m. (góry Deltaform).
Park Narodowy należy do grupy czterech sąsiadujących ze sobą parków górskich w kanadyjskich górach skalistych. Pozostałe trzy parki to: Park Narodowy Banff, Park Narodowy Jasper oraz Park Narodowy Yoho. 
Park jest udostępniony dla zwiedzających przez cały rok. Główny sezon turystyczny przypada na okres od czerwca do sierpnia. Większość kempingów jest czynna od wczesnego maja do późnego września. 
Główne atrakcje parku to: Olive Lake, Sinclair Canyon and the Paint Pots. 
Przy południowo-zachodnim wejściu do parku leży miejscowość Radium Hot Springs. 
Nazwa parku pochodzi od rzeki Kootenay.
Park Narodowy Kootenay został wpisany w 1984 na listę światowego dziedzictwa UNESCO, wspólnie z pozostałymi parkami narodowymi znajdującymi się w kanadyjskich górach skalistych.